# O. Ecker Judit
O. Ecker Judit (Budapest, 1950. március 8. –) magyar építész, belsőépítész.

## Életpályája
Asszonyneve: Oltvai Andrásné. 1970 és 1975 között a Magyar Iparművészeti Főiskola hallgatója volt, ahol mesterei Szrogh György, Jánossy György, Németh István és Lőrinczi Edit voltak.
1975 és 1985 között a KÖZTI-nél dolgozott belsőépítész tervezőként. 1985-től szabadfoglalkozású belsőépítész lett. 1985-86-ban a Fiatal Iparművészek Stúdiójának művészeti vezetője, majd 1987 és 1988 között az Artunion Művészeti Vállalat Művészeti Irodájának vezetője volt. Ezt követően, 1988 és 1996 között az Art-Trade Kft. ügyvezető igazgatóként dolgozott.
1994-től önálló irodája van (ART-TAX Szövetkezet; ügyvezető elnök)
Az artportal.hu írja róla: 

„Már fiatalon különleges rekonstrukciós feladatokat kapott, amelyeket nagy műgonddal és műtörténeti hűséggel oldott meg. Egyaránt készít építészeti és belsőépítészeti rekonstrukciókat is. Modern épületeinél jellemző az egység és harmóniateremtés igénye, amely nemcsak a bútorok tervezését, de a teljes épület minden összetevőjére való odafigyelést jelenti. Sok igényes családi házat, modern “kúriát” is tervez.”

## Társadalmi szerepvállalása
- 1975-től Művészeti Alap (Magyar Alkotóművészek Országos Egyesülete)
- 1984-től Magyar Képző- és Iparművészek Országos Szövetsége
- 1975-85, 1998-tól Képző-, Ipar- és Fotóművészek valamint Művészeti Dolgozók Szakszervezete – Elnökségi tag
- 1997-től Magyar Építész Kamara
- 1998-től Magyar Építész Kamara – Belsőépítészeti Tagozat vezetője
- 1997-től Budapesti Építész Kamara
- 2000-től Budapesti Építész Kamara – Elnökségi tag

## Művei

### Fontosabb megépült munkái
- 1984 Győr – Rába Vendégház
- 1984 Budapest, XX. Vörösmarty u. 16. – 16 tantermes iskola
- 1985 Budapest, V. Szerb u. 21. – ELTE iroda és klub épület rekonstrukció (műemlék)
- 1985 Marx Károly Közgazdaságtudományi Egyetem Központi Épület rekonstrukció – Budapest (műemlék)
- 1986 ELTE – Trefort kert rekonstrukció (műemlék)
- 1987 ELTE – Gólyavár rekonstrukció (műemlék)
- 1988-90 Hédervári Kastély – Alkotóház – rekonstrukció (műemlék)
- 1991-92 Budapest, II. Petneházi u. – Vadrózsa étterem – rekonstrukció és bővítés
- 1992 Hungexpo – Igazgatósági pavilon felújítása
- 1993 SEAT Autószalon – Budapest
- 1993 Budai villaépület – II. kerület
- 1993 POSTA – Vezérigazgatóság – Beruházási osztály iroda-átalakítások
- 1996 Diplomata Társasház – Budapest, I. Várfok u.
- 1997 „Csalogány Ház” – Budapest, II. Csalogány u.
- 1997 Hungexpo – „B” pavilon fejépület
- 1997 Pillér Irodaház – Budapest, Moszkva tér
- 1998 Hajós Alfréd Nemzeti Sportuszoda – rekonstrukció – fedett medence-csarnok (műemlék)
- 1998 Történeti Hivatal – Budapest, Eötvös u. 7. (műemlék)
- 1998-99 Magyar Országház – Kongresszusi és Képviselői ülésterem rekonstrukció és felújítás (műemlék, társtervező: Lőrinczi Edit)
- 1999 Vegyépszer Irodaház – Budapest, XV. Mogyoródi út – felújítás
- 2000 Fiat-Alfa Rómeó autószalon – Budakalász
- 2000 Merida Irodaház – Bemutatóterem és raktár – Budakalász
- 2001 BME – Központi Épület – olvasótermek kialakítása
- 2002 BME Központi Könyvtár felújítás (társtervező: Lőrinczi Edit)
- 2002 BME-OMIK Könyvtári olvasótermek kialakítása
- 2003 Sapientia Szerzetesi Hittudományi Főiskola – Budapest, V. Piarista köz 1. (Társtervező: Lőrinczi Edit)
- 2004 Global Estates Irodaház – Budapest, XIII. Váci út 140-142.
- 2004 Díjbeszedő RT Központi Igazgatósági Épület – bővítés, felújítás
- 2004 Jégcsillag – Központi irodaépület – Budapest
- 2004 Óbuda Szövetkezet – Központi Irodaépület átalakítás – Budapest
- 2005 A Sapientia épületében – Kápolna – Budapest
- 2005 K&H Bank Központi Pénztárterme – Budapest, V. Vigadó u. 1.

## Díjai, elismerései
- 1984, 1986: Pro Architektúra;
- 1986: Fiatal Iparművészek Stúdiója Stúdió-díj;
- 1988: Szocialista Kultúráért;
- 2006: Ferenczy Noémi-díj

## Részvétele kiállításokon
- 1984 Országos Belsőépítészeti Kiállítás – Műcsarnok
- 1986 Fiatal Iparművészek Országos Kiállítása – Ernst Múzeum
- 1999 Zuglói Építészek Körének Kiállítása – Zuglói Művelődési Ház
- 2000 Magyar Építész Kamara Belsőépítészeti Tagozatának – Belsőépítészet 2000 – kiállítása – Építészek Háza
- 2001 Országos Belsőépítészeti Kiállítás – Műcsarnok
- 2001 Magyar Építész Kamara Belsőépítészeti Tagozatának – Belsőépítészet 2001– kiállítása – Építészek Háza
- 2003 Magyar Építész Kamara Belsőépítészeti Tagozatának – Hol tartunk? Magyar Belsőépítészet 2003.– kiállítása – Iparművészeti Múzeum